# Mitrophane Grekov
Mitrophane Borissovitch Grekov (russe : Митрофан Борисович Греков, 1882-1934) était un peintre russe.

## Biographie
Il était étudiant à l'Académie russe des Beaux-Arts où il croisait Ilia Répine, Franz Roubaud ; avec ce dernier, il collaborait à la réalisation des panoramas Panorama du siège de Sébastopol, Panorama de la bataille de Borodino. En 1911, il servait dans le régiment des cosaques de la garde puis fut mobilisé lors de la Première Guerre mondiale, ces expériences lui servirent par le prise de croquis sur le vif.

## Quelques œuvres en images

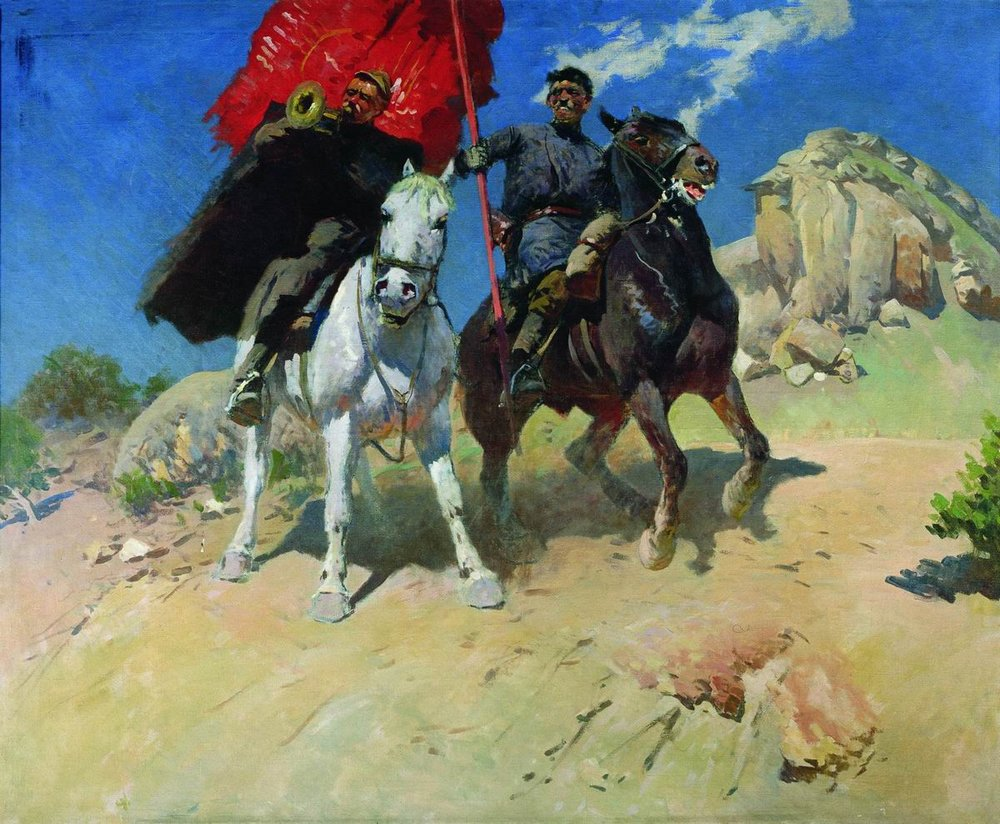
Bannière et trompetiste, 1934.
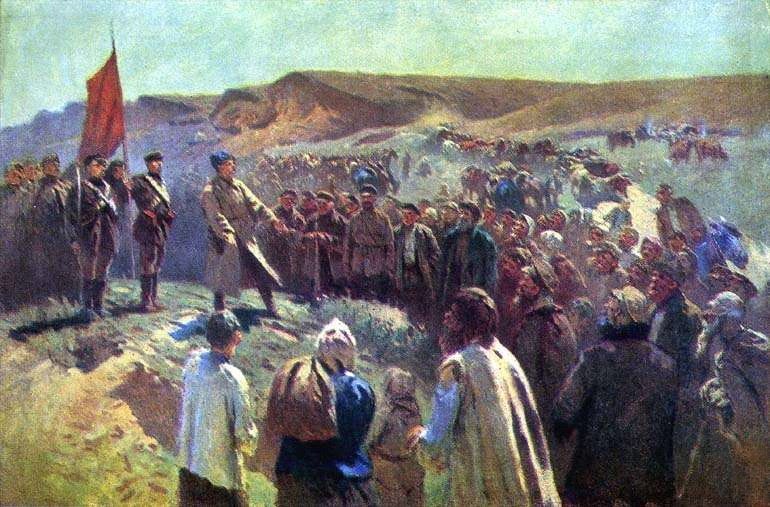
Défense de Tzaritsine, 1934.
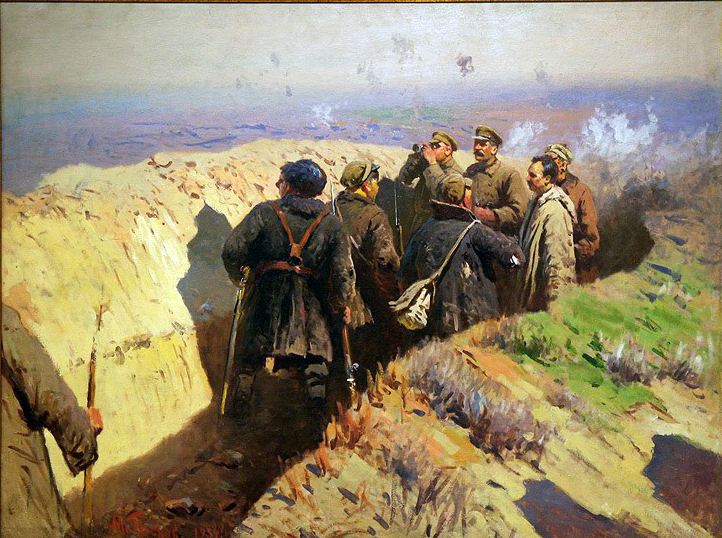
en deux tableaux.
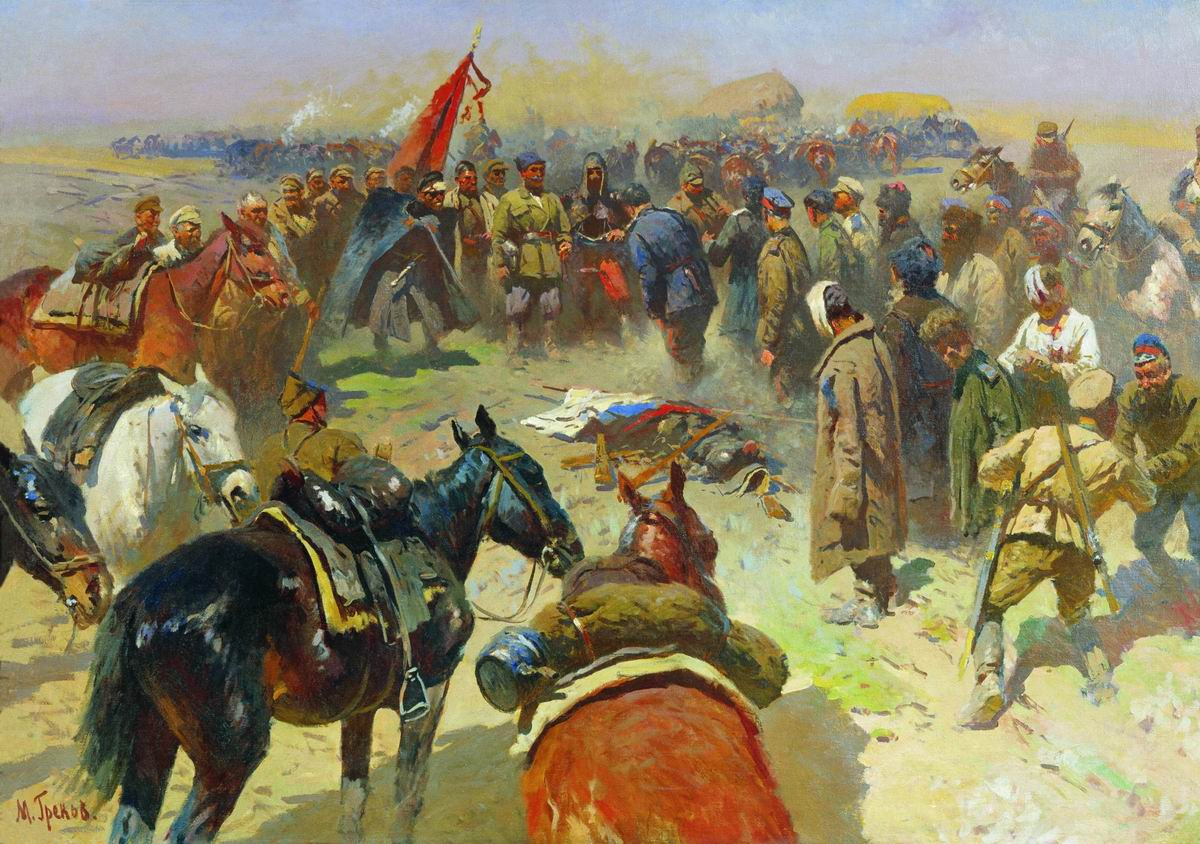
Désarmement du peulple de Dénikine, 1933.
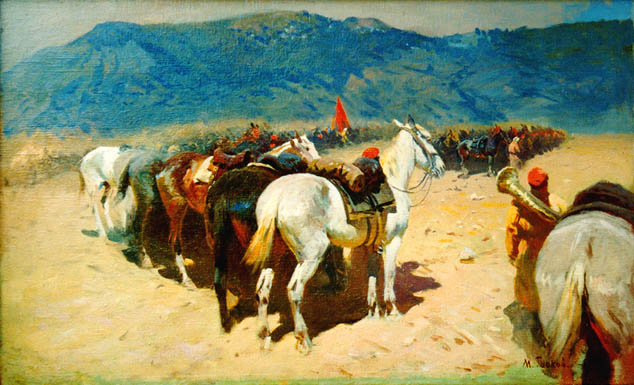
Cavalerie au repos 29e régiment de cavalerie à Boukhara, 1930.
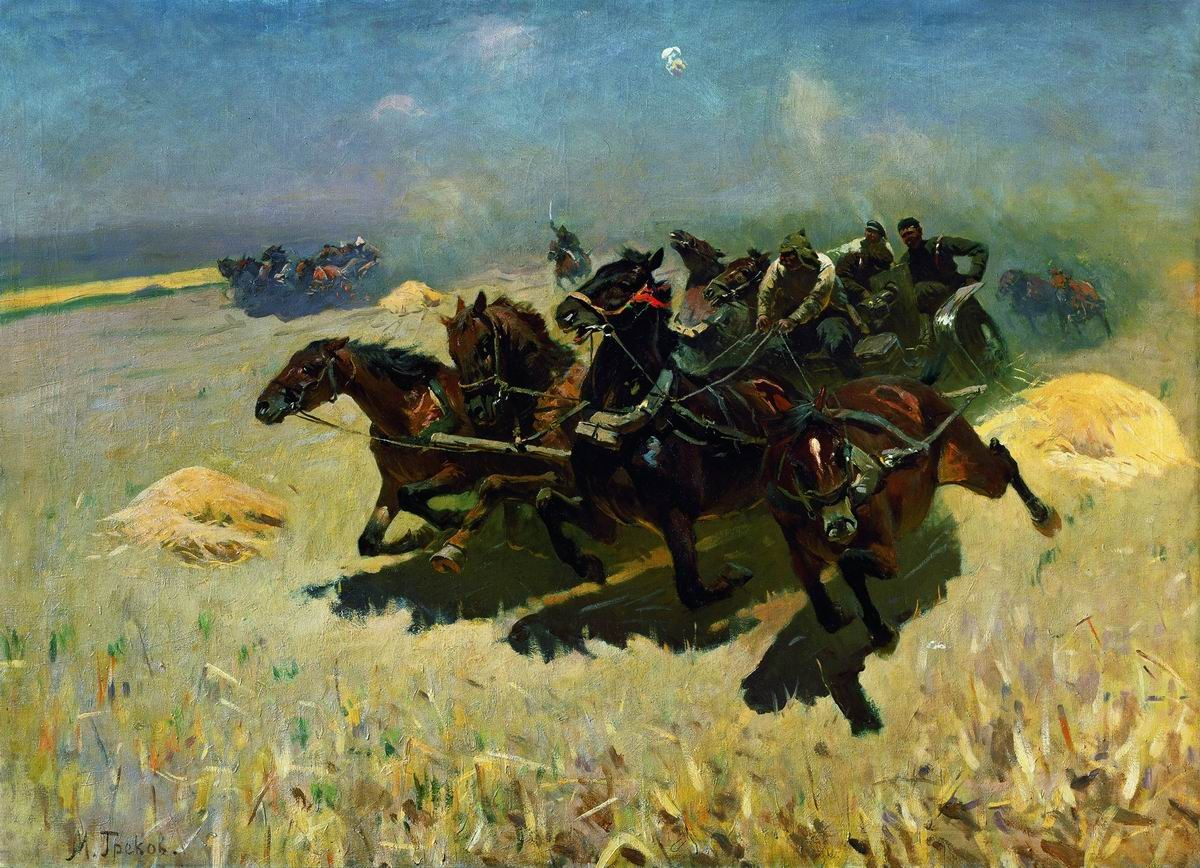
Tatchanka, 1925.
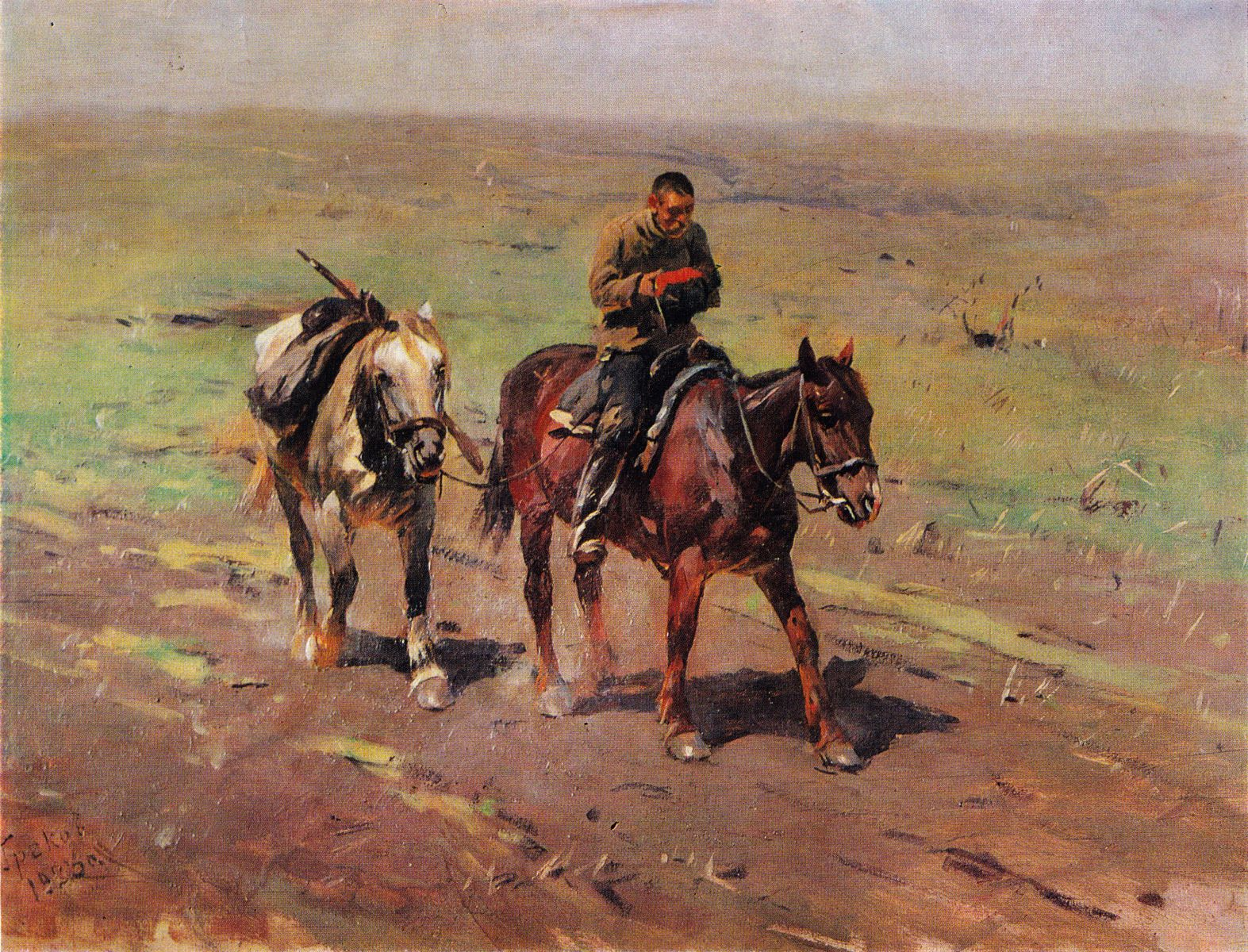
Dans le détachement de Boudienny, 1923.
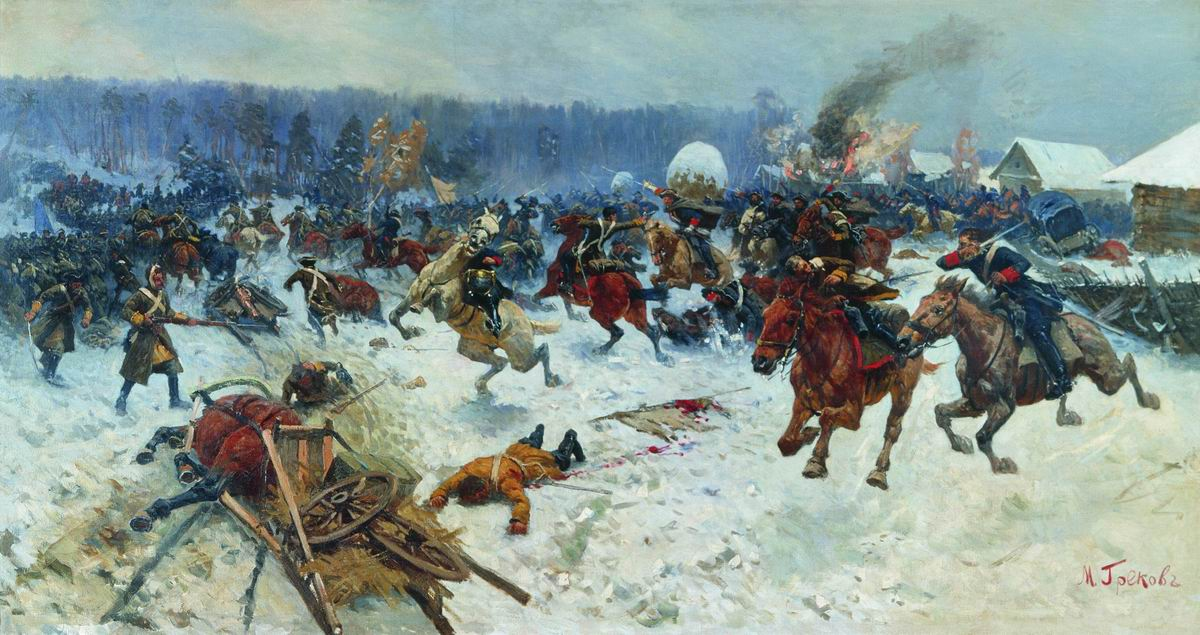
Attaque suédoise par les dragons de Yaroslavl près du village d'Erestfer le 29 décembre 1701, 1914.